# 19-Meter-Klasse der DGzRS
Die 19-Meter-Klasse der DGzRS war eine Bauserie kleinerer Seenotkreuzer der Deutschen Gesellschaft zur Rettung Schiffbrüchiger (DGzRS), die auf den Werften von Schweers in Bardenfleth und Abeking & Rasmussen in Lemwerder gebaut worden waren. Die vier Schiffe der Otto-Schülke-Klasse waren für die weniger dicht befahrenen Seeschifffahrtsstraßen der Nord- und Ostsee vorgesehen und konnten 1969 in Dienst gestellt werden. Ihre Einsätze auf verschiedenen Stationen endeten zwischen 1997 und 2003. Als Museumsschiffe sind alle erhalten und können besichtigt werden.

## Hintergrund und Bau
Für die Sicherung der küstennahen See- und Wattgebiete musste die DGzRS dringend Ersatz für die noch vorhandenen und recht langsamen Motorrettungsboote (MRB) beschaffen. Insbesondere die zunehmenden Aktivitäten in der Freizeitschifffahrt mit vielfach unerfahrenen Besatzungen und deren leichtsinnigem Verhalten verlangte nach neuen Schiffen, die einen schnellen Einsatz auch in den Flachwasserbereichen ermöglichten. Auch das vermehrte Aufkommen von schnellen Sportbooten und die fortschreitende Technologie im Bootsbau machten die alten Boote nicht mehr zeitgemäß.
Mit der 17 Meter langen Paul Denker als Erprobungsprototyp hatte die DGzRS 1967 eine verkleinerte Version der Heuss-Klasse zu Wasser gebracht, die erstmals vollständig aus Aluminium gebaut worden war. Mit den damit gesammelten Erfahrungen wurde die 19-Meter-Klasse beauftragt.
Die beiden Werften in Bardenfleth und Lemwerder bauten jeweils zwei dieser Kreuzer, die wie alle Schiffe der DGzRS als Selbstaufrichter mit Walfischdeck konstruiert waren. Wie der Prototyp bestanden die neuen Boote komplett aus Aluminium. Im Gegensatz zu den zwei Vorgängerklassen (Heuss-Klasse und Breusing-Klasse) war bei der neuen Klasse, wie schon bei der PAUL DENKER, nur ein Schiffsdieselmotor verbaut. Der 830-PS-Motor von Mercedes-Benz war über eine Welle mit einem Festpropeller verbunden und verhalf den Schiffen zu einer Geschwindigkeit von 18 Knoten. Zur Redundanz war ein Hilfsdiesel von 100 PS Leistung vorhanden, der im Normalfall dem Betrieb der Lenzpumpe und der Hydraulik diente. Im so genannten „Vater-Sohn-Betrieb“ war mit diesem Motor noch eine Fahrgeschwindigkeit von neun Knoten möglich.

## Ausrüstung
Die Kreuzer hatten einen innenliegenden Fahrstand im Aufbau und einen oberen, völlig offenen, der hauptsächlich von den Vorleuten benutzt wurde. Von beiden konnte der Kreuzer gleichwertig gesteuert werden, da alle notwendigen Kontroll- und Steuerelemente doppelt vorhanden waren. Zur technischen Ausrüstung für Navigation und Kommunikation gehörten Radar, Echolot und ein Decca-Navigationssystem sowie die notwendigen Anlagen für Seefunk und Flugfunk.
Für Flachwassereinsätze lag ein neu konstruiertes Tochterboot von 5,50 Meter Länge in der Heckwanne. Das kleine Boot war die Vorlage zur Entwicklung der ersten Generation von Seenotrettungsbooten der DGzRS.
Für Hilfeleistungen gab es an Bord eine Fremdlenzpumpe (50 m³/Stunde), eine Feuerlöscheinrichtung (12 m³/Stunde) und einen Schlepphaken mit dem zugehörigen Schleppleinengeschirr.

## Details im Bild

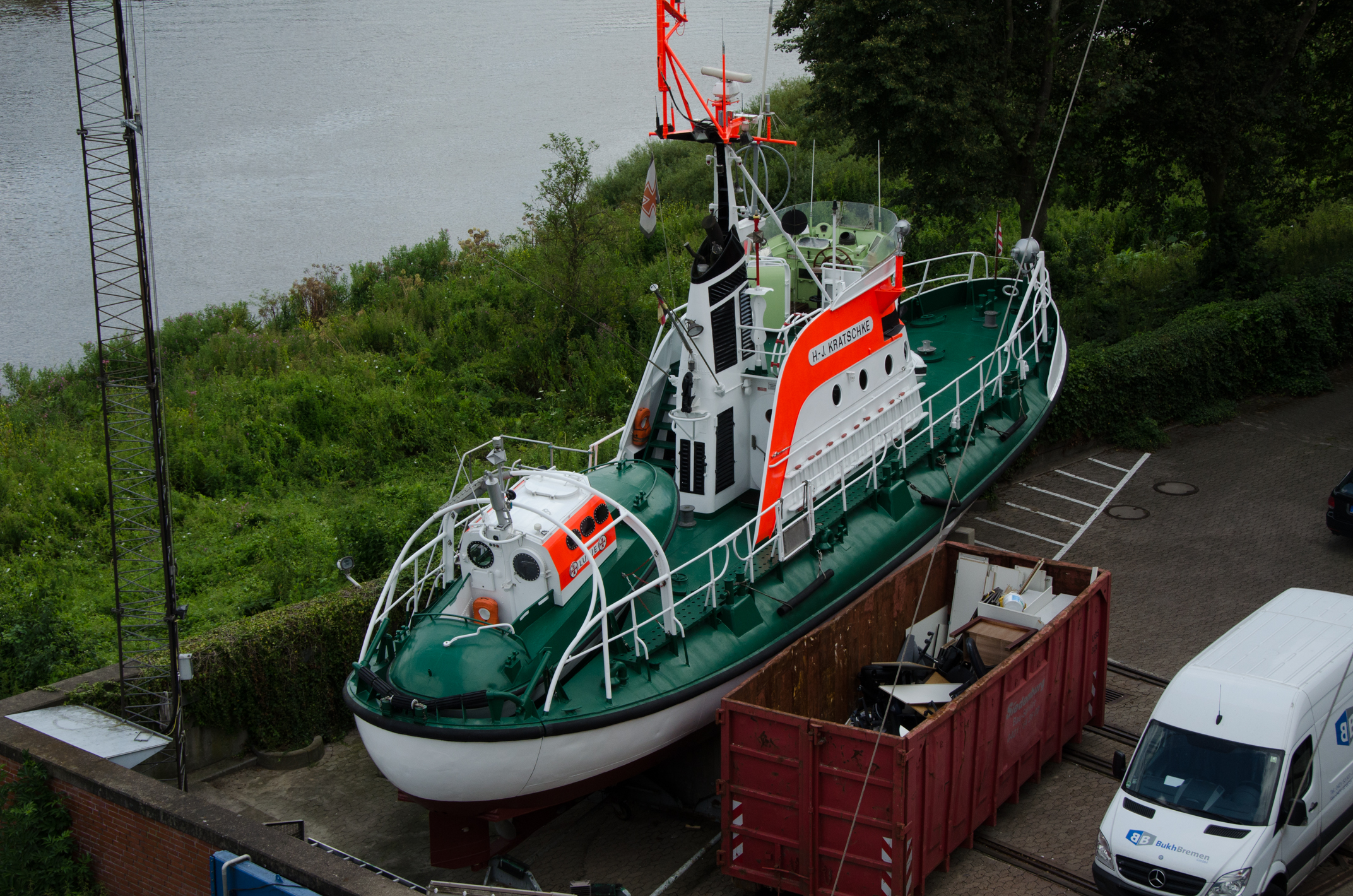
Hauptdeck von oben mit Walfischbauch und Tochterboot
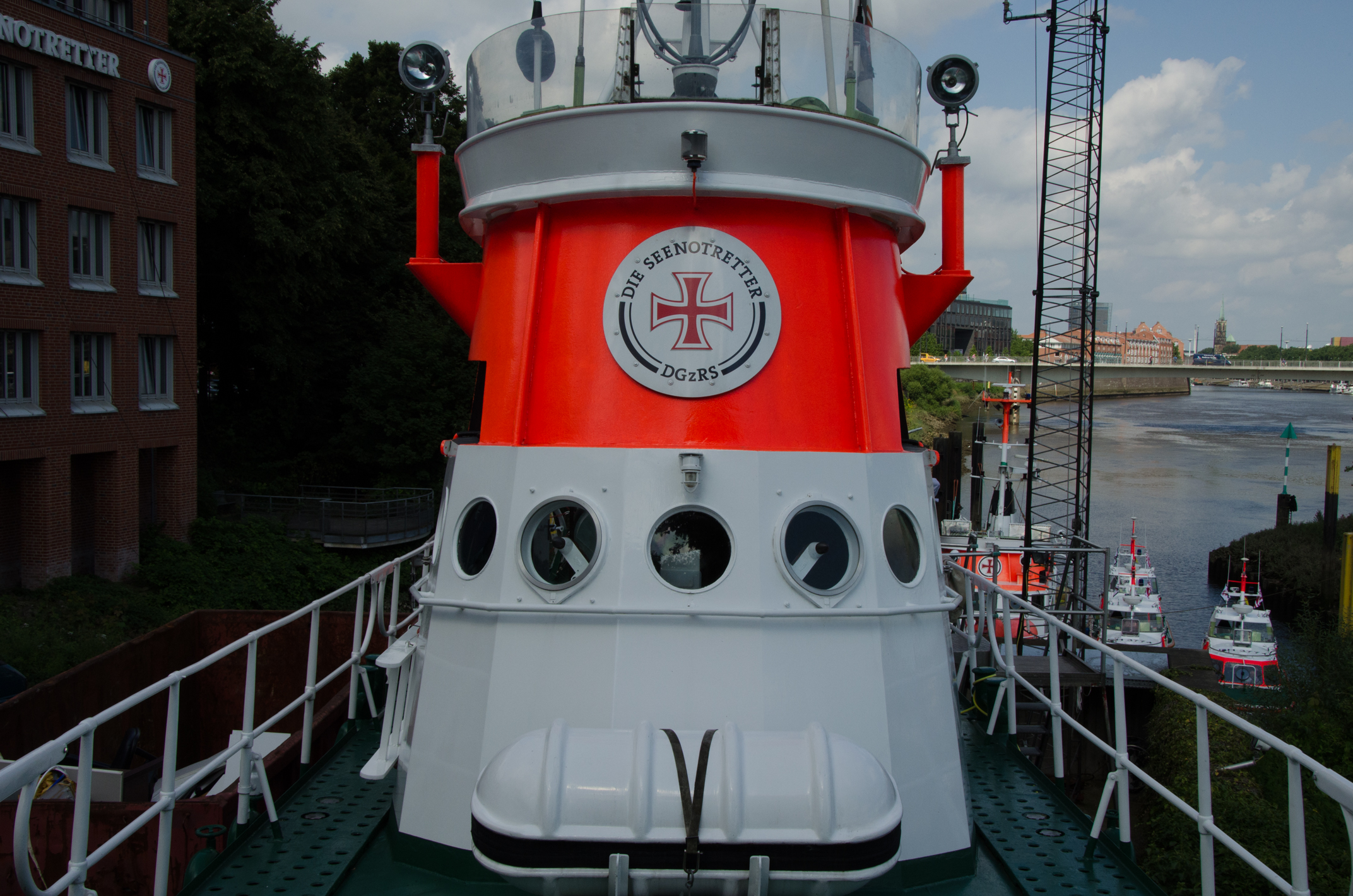
Turmaufbau von vorne
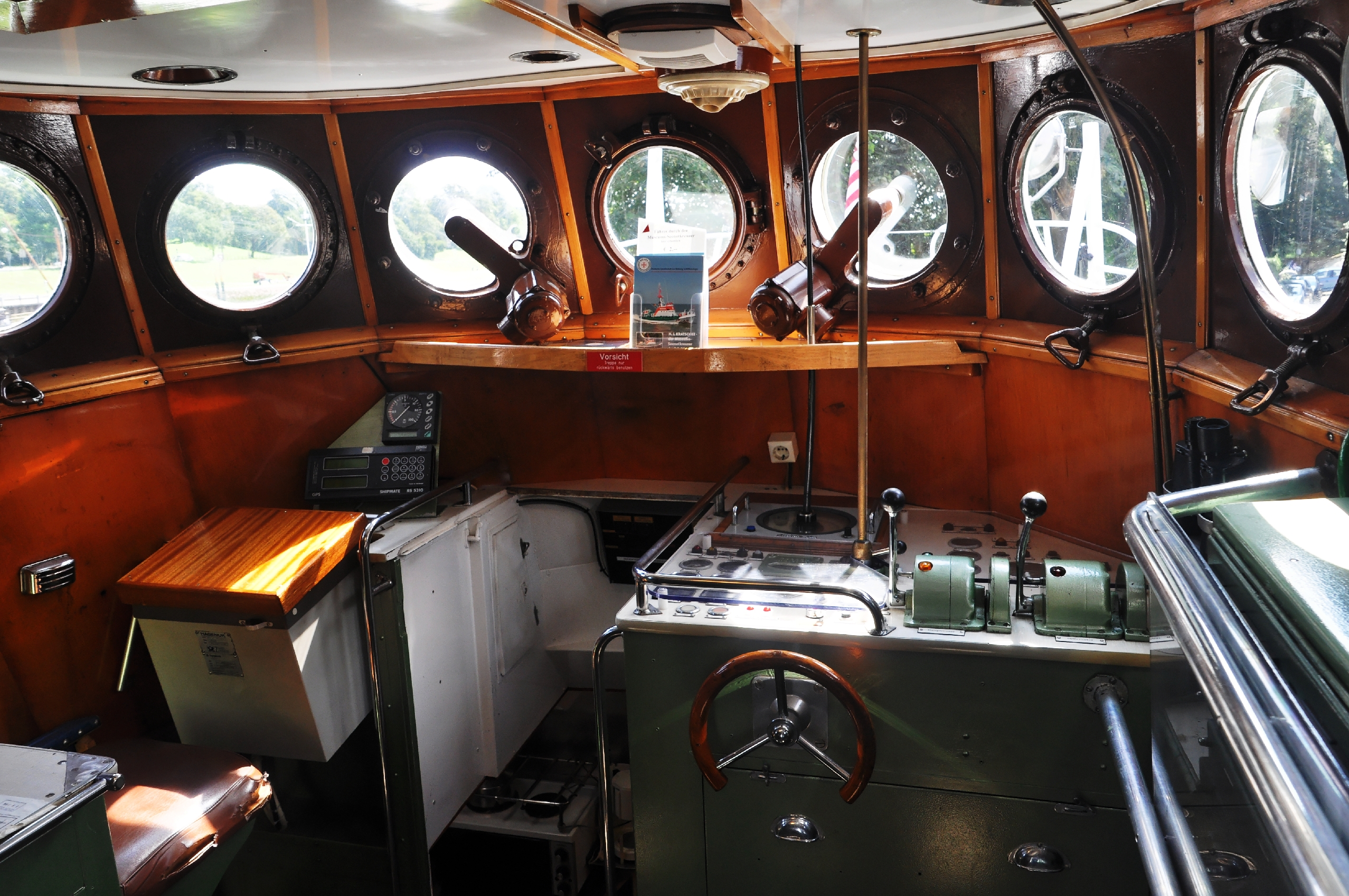
Unterer Fahrstand von innen gesehen
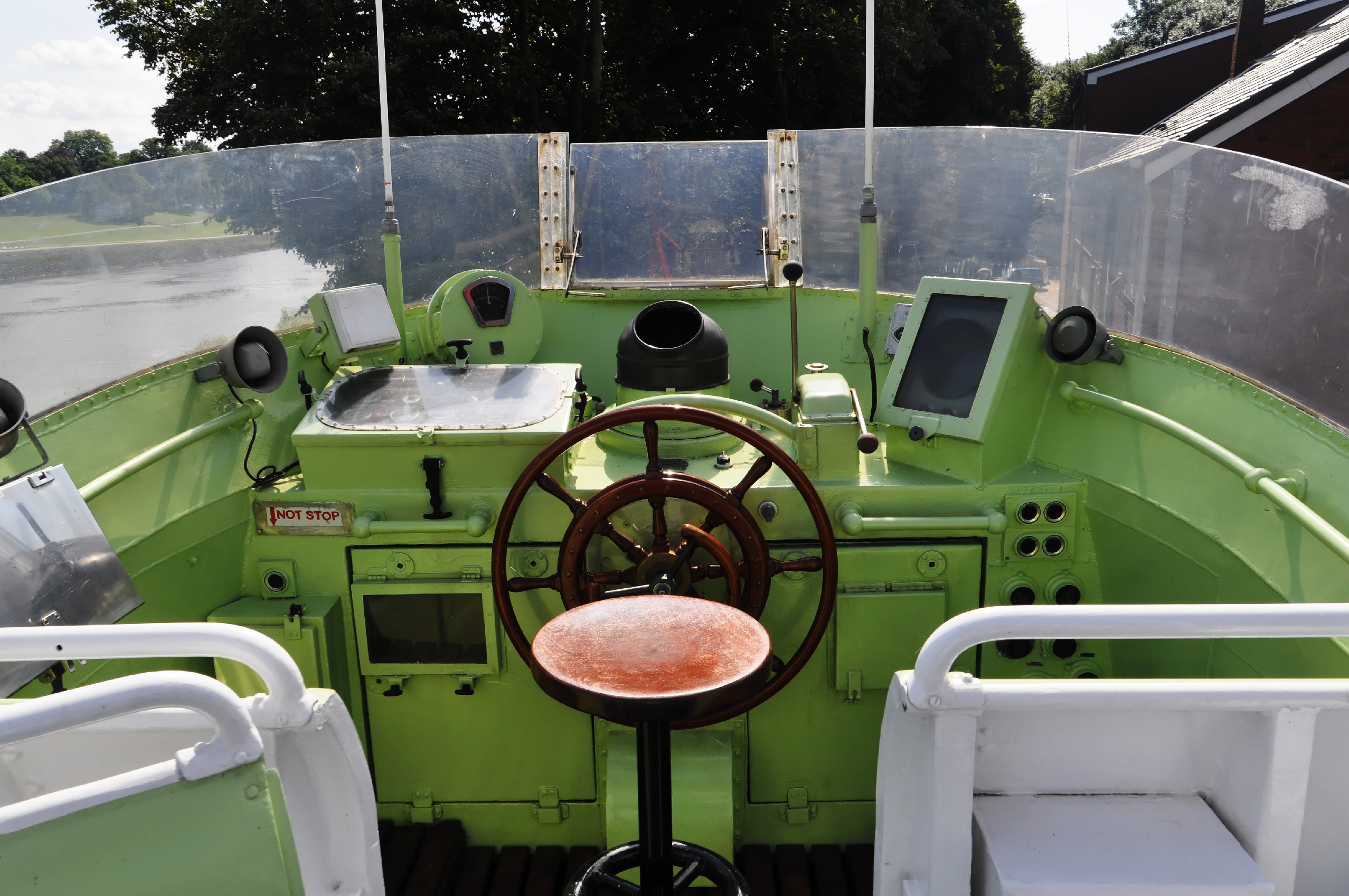
Oberer Fahrstand
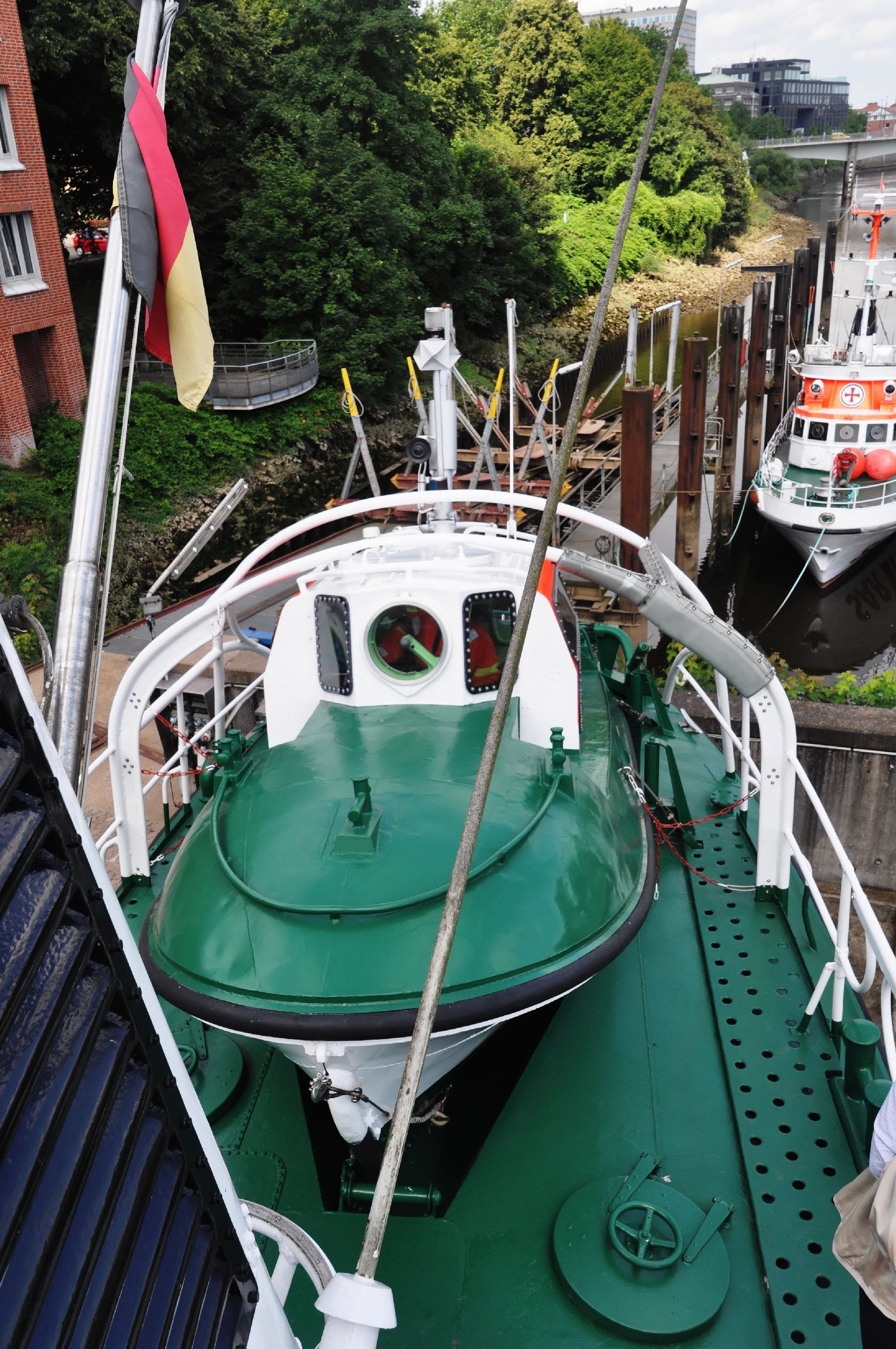
Tochterboot

## Die Kreuzer

### Otto Schülke
Als erstes Schiff der Bauserie wurde die Otto Schülke am 11. Juni 1969 getauft. Dies erfolgte in Gedenken an einen der Seenotretter des Seenotkreuzers Adolph Bermpohl, der im Februar 1967 bei einem tragischen Unglücksfall alle vier Besatzungsmitglieder verloren hatte. Anschließend kam das Schiff zur Seenotrettungsstation Norderney und ersetzte das MRB Norderney aus dem Jahr 1944. Es blieb durchgängig bis 1997 auf der Station und wurde danach gemeinsam mit dem Schwesterschiff G. KUCHENBECKER an den Seenotrettungsdienst auf Island verkauft. Der gemeinnützige Verein „Museumskreuzer Otto Schülke Norderney“ holte das Schiff 2019 zurück. Seit dem 31. Juli 2021 liegt sie als fahrbereiter Museumskreuzer im östlichen Hafenbereich von Norderney und soll ab 2022 für Besichtigungen zugänglich sein.

### H.-J. Kratschke
Zweites Schiff der Serie war die H.-J. KRATSCHKE, die ebenfalls den Namen eines Besatzungsmitglieds der ADOLPH BERMPOHL trägt. Das neue Schiff nahm 1969 den Dienst auf der Insel Sylt bei der Seenotrettungsstation List auf und war der Ersatz für das 1944 gebaute MRB HINDENBURG (IV). Nach 10 Jahren kam die ADOLPH BERMPOHL 1979 nach List und der kleine Kreuzer wurde zur Seenotrettungsstation Nordstrand verlegt. Ab 1996 lag der Kreuzer an der Station am Eidersperrwerk, bis er 2003 ausgemustert wurde. Dort stellte er eine Besonderheit dar, da er der einzige Seenotrettungskreuzer mit Freiwilligenbesatzung war.
Anschließend kam das Boot zur Zentrale der DGzRS in Bremen und liegt dort aufgepallt als Museumskreuzer.

### Hans Lüken
Hans Lüken war ein Besatzungsmitglied des MRB HINDENBURG (II), die 1940 vor Borkum verschollen ging. Zu seinem Gedenken wurde der dritte Kreuzer der Serie am 23. September 1969 auf seinen Namen getauft. Die Taufe erfolgte an seinem ersten Einsatzort, der Seenotrettungsstation Wilhelmshaven, wofür das MRB WESER (II) von 1944 außer Dienst gestellt werden konnte. Ab 1980 lag das Boot im Hafen der Insel Langeoog und wechselte nach der Wiedervereinigung in die Ostsee zur Seenotrettungsstation Greifswalder Oie. Für kurze Zeit im Jahr 1996 versah die HANS LÜKEN Dienst bei der Seenotrettungsstation Büsum und fungierte danach bis 2002 als Kreuzer ohne feste Station. Anschließend wurde das Schiff an das Schifffahrtsmuseum Bremerhaven abgegeben, wo es seitdem im Außenbereich besichtigt werden kann.

### G. Kuchenbecker
Auch Günter Kuchenbecker war Besatzungsmitglied der verunglückten ADOLPH BERMPOHL und Namensgeber für das vierte Mitglied der Kreuzerserie. Nach seiner Taufe lief das Schiff zu seiner ersten Einsatzstation Maasholm an der Schlei. Es ersetzte dort die zwei Jahre zuvor dort stationierte PAUL DENKER, die zur Seenotrettungsstation Grömitz wechselte. 1990 erfolgte die Verlegung zur Seenotrettungsstation Sassnitz auf Rügen und 1992 zur Seenotrettungsstation Darßer Ort. Nach der Ausmusterung 1997 ging das Schiff zusammen mit dem Schwesterschiff OTTO SCHÜLKE nach Island. Seit 2019 liegt die G. KUCHENBECKER als fahrbereites Museumsschiff im Museumshafen Büsum.

## Tabelle der Stationierungen
| Seenotrettungskreuzer der 19-Meter-Klasse und ihre Stationierungen |                                 |                                                                  |                                                                        |      |                                       |                                     |                                                                          |
| Bau-Nr. – Name Rufzeichen                                          | Tochterboot                     | Rettungs- stationen                                              | Stationierungen von - bis                                              | Bild | Baudaten Jahr/Werft/Bau Nr.           | Taufe                               | Bemerkung - Verbleib                                                     |
| KRS 02 OTTO SCHÜLKE Ruf: DBAO                                      | KRT 02 JOHANN FIDI Ruf: DA 7247 | Norderney                                                        | 6/1969→4/1997                                                          |      | Bj. 1969 Schweers Nr. 6407            | 11. Juni 1969 in Bremen             | → Island Seenotrettungsdienst 2021 → Norderney Museumkreuzer             |
| KRS 03 H.-J. KRATSCHKE Ruf: DBAU                                   | KRT 03 LUDJE Ruf: DA 7230       | List auf Sylt Nordstrand Eiderdamm                               | 6/1969→5/1979 5/1979→7/1997 8/1997→10/2003                             |      | Bj. 1969 Abeking & Rasmussen Nr. 6313 | 14. Juni 1969 in List               | → Bremen DGzRS-Zentrale Museumskreuzer                                   |
| KRS 04 HANS LÜKEN Ruf: DBAR                                        | KRT 04 ABELIUS Ruf: DA 7239     | Wilhelmshaven Langeoog Greifswalder Oie Büsum ohne feste Station | 9/1969→6/1980 7/1980→4/1991 7/1991→7/1996 7/1996→10/1996 7/1997→7/2002 |      | Bj. 1969 Schweers Nr. 6409            | 23. September 1969 in Wilhelmshaven | Springer → Bremerhaven Dt. Schifffahrtsmuseum Museumskreuzer             |
| KRS 05 G. KUCHENBECKER Ruf: DBAV                                   | KRT 05 MARCUS Ruf: DA 7248      | Maasholm Sassnitz Darßer Ort                                     | 9/1969→5/1990 5/1990→8/1992 8/1992→4/1997                              |      | Bj. 1969 Abeking & Rasmussen Nr. 6314 |                                     | → Island Seenotrettungsdienst 2019 → Büsum Museumskreuzer - fahrbereit - |

Quelle: 